# Елгон
Елгон — згаслий вулкан, четверта за висотою гора Африки та друга за висотою в Уганді. Вулкан знаходиться на Східно-Африканському плоскогір'ї, на північний схід від озера Вікторія (кордон Уганди та Кенії).

## Опис вулкана
Має форму щита діаметром 80-85 км, висотою 4320 м. Вершина пласка, з  кальдерою діаметром 11 км і площею понад 40 км². Перше виверження вулкана відбулося понад 24 мільйонів років тому, зараз вулкан з усіх боків оточують важкопрохідні піки — висотою понад 4000 м.
Вулкан був названий на честь стародавнього племені Elgonyi, яке колись проживало в печерах на південних схилах гори. Масаї називають вулкан «Ol Doinyo Ilgoon» (або «Masawa»), що означає «Жіночі груди».

## Вершини
Вершини гори Елгон: 
| Вершина  | Висота | Країна                 |
| -------- | ------ | ---------------------- |
| Wagagai  | 4321 м | Уганда                 |
| Sudek    | 4302 м | кордон Кенії та Уганди |
| Koitobos | 4222 м | Кенія                  |
| Mubiyi   | 4211 м | Уганда                 |
| Masaba   | 4161 м | Уганда                 |

## Печери
На схилах Елгон знаходяться 4 печери — Ngwarisha, Makingeny, Chepnyalil та Kitum. Печера Kitum — простяглася в глибину більш ніж на 200 метрів, і близько 60 метрів завширшки.

## Фауна
На схилах Елгон мешкають більше 400 слонів, багато буйволів, гієн, антилоп та близько 300 видів птахів.

## Національні парки
Схили вулкана охороняються національними парками Маунт-Елгон як в Кенії, так і в Уганді. Обидва парки включені у світову мережу біосферних заповідників.